# 邹逸麟
邹逸麟（1935年8月31日—2020年6月19日），男，浙江宁波人，中国历史地理学家，复旦大学首席教授。

## 生平
1935年8月31日生于上海。祖籍浙江绍兴，曾祖父辈举家搬至宁波做生意，父亲在上海办实业。1946年，邹逸麟小学毕业，进入上海胶州路金科中学读书。1956年毕业于山东大学历史系。同年秋分配至北京中国科学院历史研究所秦汉史组，任实习研究员。1957年初，跟随谭其骧教授赴上海参加《中国历史地图集》编纂工作。1962年调入复旦大学历史系任助教，1978任讲师。1980年晋升副教授。1982年任复旦大学历史地理研究中心副所长。1984年晋升教授、博士生导师。1994年加入民盟。1996年被复旦大学聘为历史学博士后流动站站长，首席教授。2008年退休。
2020年6月19日凌晨4时48分在上海新华医院逝世。

## 社会兼职
曾任民盟第七届中央委员、上海市委副主委、复旦大学主委（1997年－2001年），第八至十届全国政协委员（1993年－2008年），国务院学位委员会第三、四届历史学科评议组成员，上海市文史研究馆馆员，中国地理学会历史地理专业委员会主任，《历史地理》期刊主编，上海市地方史志学会会长，上海地名学会副会长，上海中山学社副社长等职。

## 奖项和荣誉
2016年9月，获上海市第十三届哲学社会科学“学术贡献奖”。2018年，《中国历史自然地理》获第五届郭沫若历史学奖二等奖。

## 观点
- 如果中国各地区用水总量不能减少，南水北调工程很难实现灌溉北方的目标[12]。

## 著作
- 邹逸麟. . 上海: 复旦大学出版社. 2019. ISBN 9787309144567 （简体中文）.
- 邹逸麟. . 北京: 科学出版社. 2019. ISBN 9787030090652 （简体中文）.
- 邹逸麟. . 苏州: 江苏凤凰科学技术出版社. 2018. ISBN 9787553788203 （简体中文）.
- 邹逸麟. . 上海: 上海书店出版社. 2016. ISBN 9787545812817 （简体中文）.
- 邹逸麟. . 上海: 上海人民出版社. 2014. ISBN 9787208119727 （简体中文）.
- 华林甫; 邹逸麟. . 北京: 中国人民大学出版社. 2014. ISBN 9787300185637 （简体中文）.
- 邹逸麟. . 北京: 商务印书馆. 2013. ISBN 9787100098014 （简体中文）.
- 邹逸麟. . 上海: 上海远东出版社. 2012. ISBN 9787547606315 （简体中文）.
- 邹逸麟. . 天津: 天津古籍出版社. 2005. ISBN 9787806962022 （简体中文）.
- 邹逸麟. . 上海: 上海教育出版社. 2005. ISBN 9787544413534 （简体中文）.